# Шахназарян, Айк Завенович
Айк Завенович Шахназарян (19 июля 1993, Арарат) — российский боксёр-профессионал, выступающий в лёгкой, в первой полусредней и в полусредней весовых категориях. Владел титулами чемпиона Прибалтики по версии ВБС, чемпиона Европы по версии ВБО, молодёжного чемпиона по версии МБФ, был претендентом на титул чемпиона мира по версии МБО.

## Биография
Айк Шахназарян родился 19 июля 1993 года в городе Арарат в Армении, однако в возрасте шести лет вместе с родителями переехал на постоянное жительство в Самару. Активно заниматься боксом начал в возрасте тринадцати лет, проходил подготовку под руководством тренера Виктора Петроченко.

## Любительская карьера
Начинал карьеру в любительском боксе, однако выступал здесь не долго и существенных достижений не добился, поскольку с самого начала настраивался на профессиональный бокс. Дважды побеждал на областных первенствах, принял участие в нескольких международных турнирах класса «А», стал кандидатом в мастера спорта.

## Профессиональная карьера
На профессиональном уровне дебютировал в августе 2012 года, победив своего первого соперника решением большинства судей в четырёх раундах. Всего в течение года провёл восемь поединков, во всех одержал победу. В марте 2014 года, имея в послужном списке уже десять побед, получил шанс оспорить вакантный титул чемпиона Прибалтики в первом полусреднем весе по версии Всемирного боксёрского совета. Другим претендентом стал опытнейший Алишер Рахимов, однако Шахназарян нокаутировал его уже во втором раунде.
В апреле 2014 года Айк Шахназарян завоевал титул чемпиона Европы по версии Всемирной боксёрской организации, взяв верх по очкам в двенадцати раундах над представителем Доминиканской Республики Феликсом Лорой. В следующем поединке выиграл вакантный серебряный пояс чемпиона Прибалтики ВБС, на сей раз в пятом раунде нокаутировал аргентинца Рамона де ла Круса Сену. Также в этом сезоне отметился двумя победами над аргентинцем Серхио Маурисио Гилем и мексиканцем Омаром Валенсуэлой — по итогам второго боя стал обладателем вакантного титула молодёжного чемпиона в первом полусреднем весе по версии Международной боксёрской федерации.
2015 год оказался для Шахназаряна неудачным, в январе он впервые боксировал в США и потерпел первое в профессиональной карьере поражение, единогласным решением судей от мексиканца Абнера Лопеса (73:78, 74:77, 74:77). В апреле встречался с непобеждённым соотечественником Эдуардом Трояновским, при этом на кону стоял вакантный титул чемпиона мира по версии Международной боксёрской организации — на сей раз Шахназарян проиграл нокаутом в восьмом раунде.
Несмотря на два поражения подряд, Айк Шахназарян продолжает выходить на ринг и одерживать победы. Тренировался некоторое время под руководством известного в прошлом боксёра Александра Золкина.
9 июня 2018 года победил по очкам бывшего чемпиона мира в 1-м полусреднем весе американца Демаркуса Корли.В октябре 2018 года начал работу с известным белорусским тренером Сергеем Пыталевым который готовил его к значимому поединку поединку с Фёдором Папазовым. 14 декабря в Краснодаре состоялось это противостояние. Папазов пытался работать первым номером, но Шахназарян удачно невилировал все попытки Фёдора нанести жесткий удар. В то же время контратаки Шахназаряна были очень эффективны и в целом работа на ногах и в защите ставили противника в тупик. Поединок продлился все 12 раундов в высоком темпе и по итогам победу одержал Шахназарян, став обладателем региональных поясов IBF и WBA.

## Айк Шахназарян vs Георгий Челохсаев
30 июля 2020 года в Минске состоялся большой вечер профессионального бокса Kold Wars, главным боем которого стал поединок Айка Шахназаряна против Георгия Челохсаева, который завершился скандалом.
На протяжении всего боя Шахназарян контролировал поединок поддавливая своего оппонента. В свою очередь Челохсаев действовал вторым номером. По ходу всего боя Челохсаев так и не смог адаптироваться к резкому и агрессивному стилю Шаххназаряна. С каждой трехминуткой преимущество армянского боксера становилось все более заметным, а Челохсаеву лишь изредка удавалось отвечать, и как правило, это были одиночные удары. Шахназарян хорошо работал корпусом в защите, тем самым не позволяя Челохсаеву проводить серии ударов. В седьмом раунде Шахназарян потряс соперника, но не стал развивать успех, фактически дав своему сопернику прийти в себя. На протяжении всего боя Шахназарян держал высокий темп, выбрасывая одну за одной серию ударов по сопернику, что заставляло того пятиться назад. Челохсаеву приходилось отступать даже в десятом раунде, несмотря на то, что ему нужно было предпринимать активные действия. Преимущество Шахназаряна было заметно невооруженным глазом, и по итогам 10-раундового противостояния именно он должен был стать победителем. После финального гонга Челохсаев выглядел разочарованным, а Шахназарян победно вскинул руки верх Шахназарян предвкушая свою победу. Однако после того как был озвучен итог боя, оказалось что Шахназарян проиграл раздельным решением (97-94, 95-96, 96-95). Как отмечает портал «fightnews» Челохаев победил крайне спорным судейским решением. Согласно порталу двое судей каким-то непонятным образом отдали ему победу. Как отмечает редактор «vRINGEe» Святослав Осипов: Шахнахарян перестрелял Челохсаева, но остался с носом. Завершая же свою статью о главном бое вечера он заявил: Купите этим судьям очки!. В свою очередь журнал «Планета бокса» отметил, что по всем правилам победить должен был Шахназарян, однако судьи отдали титул Челохсаеву. Согласно изданию все кто смотрел боксерский поединок, считают победу Георгия Челохсаева несправедливой и подтасованной, в отличие от его фанатов, считающих что победа заслуженная. Спортивный обозреватель издания «Время МСК» Антон Карачев называет победу Челохсаева весьма спорной. Согласно ему если бой до 3-4 раунда был равным, то в последующем Шахназарян хорошо защищаясь и работая серийно, полностью забрал инициативу. Обозреватель «Чемпионат»-а Михаил Гусейнов отметил, что cудейский беспредел оставил неприятное послевкусие о вечере.

## Статистика профессиональных боёв
В таблице перечислены результаты всех поединков боксёров.
В каждой строке указан результат поединка. Дополнительно номер поединка обозначен цветом, который обозначает итог поединка. Расшифровка обозначений и цветов представлена в нижеследующей таблице.
| Пример | Расшифровка                     |
| ------ | ------------------------------- |
|        | Победа                          |
|        | Ничья                           |
|        | Поражение                       |
|        | Планируемый поединок            |
|        | Поединок признан несостоявшимся |
| КО     | Нокаут                          |
| ТКО    | Технический нокаут              |
| PTS    | Решение судей (по очкам)        |
| UD     | Единогласное решение судей      |
| MD     | Решение большинства судей       |
| SD     | Раздельное решение судей        |
| RTD    | Отказ от продолжения боя        |
| DQ     | Дисквалификация                 |
| NC     | Поединок признан несостоявшимся |

| 30 поединков, 25 побед (12 нокаутом), 1 ничья, 4 поражения. | 30 поединков, 25 побед (12 нокаутом), 1 ничья, 4 поражения. | 30 поединков, 25 побед (12 нокаутом), 1 ничья, 4 поражения. | 30 поединков, 25 побед (12 нокаутом), 1 ничья, 4 поражения.          | 30 поединков, 25 побед (12 нокаутом), 1 ничья, 4 поражения. | 30 поединков, 25 побед (12 нокаутом), 1 ничья, 4 поражения.                                                                                | 30 поединков, 25 побед (12 нокаутом), 1 ничья, 4 поражения. |
| Бой                                                         | Дата                                                        | Соперник                                                    | Место проведения                                                     | Раундов                                                     | Примечание |                                                             |
| ----------------------------------------------------------- | ----------------------------------------------------------- | ----------------------------------------------------------- | -------------------------------------------------------------------- | ----------------------------------------------------------- | --- | ----------------------------------------------------------- |
| 30                                                          | 18 сентября 2021                                            | Авак Узлян (5-0)                                            | Лада-Арена, Тольятти, Самарская область, Россия                      | SD10 (10)                                                   | Счёт судей: 97-95, 95-95, 94-97. Защитил титул чемпиона России в легком весе.                                                              |                                                             |
| …                                                           |                                                             |                                                             |                                                                      |                                                             | |                                                             |
| 27                                                          | 30 июля 2020                                                | Георгий Челохсаев (18-1-1)                                  | DiaMond, Минск, Белоруссия                                           | SD10 (10)                                                   | Проигрыш раздельным решением судей. |                                                             |
| 26                                                          | 20 апреля 2019                                              | Эльнур Самедов (8-1-0)                                      | Floyd Mayweather Boxing Academy, Жуковка, Московская область, Россия | RTD8 (10)                                                   | Титул WBA Continental в лёгком весе (1-я защита Шахназаряна).                                                                              |                                                             |
| 25                                                          | 14 декабря 2018                                             | Фёдор Папазов (21-2)                                        | Олимп, Краснодар, Краснодарский край, Россия                         | SD12 (12)                                                   | Вакантные титулы WBA Continental и IBF International в лёгком весе. Счёт: 116-112, 113-115, 115-113.                                       |                                                             |
| 24                                                          | 9 июня 2018                                                 | Демаркус Корли (51-29-1)                                    | Олимп, Краснодар, Краснодарский край, Россия                         | UD10 (10)                                                   | Вакантный временный титул WBA Asia в 1-м полусреднем весе. Счёт: 100-90, 99-92, 98-92.                                                     |                                                             |
| 23                                                          | 24 марта 2018                                               | Джаба Шалуташвили (24-19-1)                                 | Баскет-холл, Краснодар, Краснодарский край, Россия                   | TKO3 (8)                                                    | |                                                             |
| 22                                                          | 17 марта 2017                                               | Эл Ривера (17-2-0)                                          | КРЦ Арбат, Москва, Россия                                            | UD12 (12)                                                   | Вакантный титул WBC International в 1-м полусреднем весе. Счёт судей: 116-113, 115-113, 115-114.                                           |                                                             |
| 21                                                          | 8 октября 2016                                              | Хавьер Хосе Клаверо (19-1-0)                                | Крылья Советов, Москва, Россия                                       | TKO8 (12)                                                   | Вакантный титул WBC International Silver в 1-м полусреднем весе.                                                                           |                                                             |
| 20                                                          | 18 июня 2016                                                | Даниэль Руис (34-8-2)                                       | Pabellon de la Feria, Альбасете, Кастилия-Ла-Манча, Испания          | KO4 (10)                                                    | |                                                             |
| 19                                                          | 18 марта 2016                                               | Соломон Богере (13-3-2)                                     | Yotaspace Club, Москва, Россия                                       | KO1 (8)                                                     | |                                                             |
| 18                                                          | 15 августа 2015                                             | Хамза Семпево (12-4-0)                                      | Баскет-холл, Краснодар, Краснодарский край, Россия                   | TKO4 (10)                                                   | Семпево в нокдауне в 3-м раунде. |                                                             |
| 17                                                          | 10 апреля 2015                                              | Эдуард Трояновский (20-0-0)                                 | Лужники, Москва, Россия                                              | KO8 (12)                                                    | Вакантный титул чемпиона мира в 1-м полусреднем весе по версии IBO.                                                                        |                                                             |
| 16                                                          | 24 января 2015                                              | Абнер Лопес (21-4-0)                                        | 1stBank Center, Брумфилд, Колорадо, США                              | UD8 (8)                                                     | Счёт судей: 73-77 (все). |                                                             |
| 15                                                          | 8 ноября 2014                                               | Омар Валенсуэла (8-2-2)                                     | СК Энергия, Нарва, Ида-Вирумаа, Эстония                              | TKO6 (10)                                                   | Вакантный титул IBF Youth в 1-м полусреднем весе. Валенсуэла в нокдауне во 2-м раунде.                                                     |                                                             |
| 14                                                          | 26 сентября 2014                                            | Серхио Маурисио Гиль (16-3-2)                               | Баскет-холл, Краснодар, Краснодарский край, Россия                   | UD10 (10)                                                   | Гиль в нокдауне в 5-м и 10-м раундах. Счёт судей: 100-89 и 100-88 (дважды).                                                                |                                                             |
| 13                                                          | 26 июля 2014                                                | Рамон де ла Крус Сена (18-11-2)                             | Kipsala Exhibition Centre, Рига, Латвия                              | KO5 (10)                                                    | Вакантный титул WBC Baltic Silver в 1-м полусреднем весе.                                                                                  |                                                             |
| 12                                                          | 18 апреля 2014                                              | Феликс Лора (18-10-5)                                       | Баскет-холл, Краснодар, Краснодарский край, Россия                   | UD12 (12)                                                   | Титул WBO European в 1-м полусреднем весе (1-я защита Лоры). Лора в нокдауне в 11-м и 12-м раундах. Счёт судей: 117-110, 119-108, 118-108. |                                                             |
| 11                                                          | 7 марта 2014                                                | Алишер Рахимов (25-2-0)                                     | Ahtme Sport Hall, Кохтла-Ярве, Ида-Вирумаа, Эстония                  | KO2 (10)                                                    | Вакантный титул WBC Baltic в 1-м полусреднем весе.                                                                                         |                                                             |
| 10                                                          | 8 февраля 2014                                              | Джордж Овано (11-9-1)                                       | ДС Узбекистон, Ташкент, Ташкентская область, Узбекистан              | TKO2 (8)                                                    | |                                                             |
| 9                                                           | 4 ноября 2013                                               | Бехзод Набиев (22-5-1)                                      | Баскет-холл, Краснодар, Краснодарский край, Россия                   | UD10 (10)                                                   | Счёт судей: 99-91, 100-89, 100-90. |                                                             |
| 8                                                           | 30 августа 2013                                             | Шавкат Мадаминов (9-7-0)                                    | Ласковый берег, Благовещенская, Краснодарский край, Россия           | UD10 (10)                                                   | Мадаминов в нокдауне в 1-м раунде. Счёт судей: 100-89 (все).                                                                               |                                                             |
| 7                                                           | 18 июля 2013                                                | Лазизбек Узоков (1-6-0)                                     | Амбар, Тольятти, Самарская область, Россия                           | UD8 (8)                                                     | Узоков в нокдауне во 2-м и 3-м раундах. Счёт судей: 80-70, 80-69, 80-71.                                                                   |                                                             |
| 6                                                           | 26 мая 2013                                                 | Яхонгир Мамайонов (7-4-0)                                   | СК Мордовия, Саранск, Мордовия, Россия                               | RTD4 (8)                                                    | |                                                             |
| 5                                                           | 27 апреля 2013                                              | Лазизбек Узоков (1-5-0)                                     | ДС Квант, Троицк, Москва, Россия                                     | UD8 (8)                                                     | Узоков в нокдауне в 1-м раунде. Счёт судей: 80-71 (все).                                                                                   |                                                             |
| 4                                                           | 15 февраля 2013                                             | Парвиз Муралиев (дебют)                                     | ДС Квант, Троицк, Москва, Россия                                     | RTD2 (6)                                                    | Муралиев в нокдауне в 1-м раунде. |                                                             |
| 3                                                           | 30 декабря 2012                                             | Бахруз Казимов (1-0-0)                                      | ДС Квант, Троицк, Москва, Россия                                     | UD6 (6)                                                     | Счёт судей: 59-55 и 60-54 (дважды). |                                                             |
| 2                                                           | 5 ноября 2012                                               | Дмитрий Лавриненко (1-3-0)                                  | ДС Квант, Троицк, Москва, Россия                                     | UD4 (4)                                                     | Счёт судей: 40-37 и 40-36 (дважды). |                                                             |
| 1                                                           | 16 августа 2012                                             | Олимжон Абиджанов (дебют)                                   | Амбар, Тольятти, Самарская область, Россия                           | MD4 (4)                                                     | Счёт судей: 39-35, 39-36, 38-38. |                                                             |